# Holla Point
Holla Point war eine aus Mississippi stammende Rap-Gruppe.

## Werdegang
Mitglieder waren Malanchi, Amios und Trap (James Glasper, Michellin Barnwell, Robert Getfield). Im Januar 2004 wurden sie von Sony Music unter Vertrag genommen.

## Diskografie

### Alben
- Holla Point
- 2004: Mixtape (Hoasted by DJ Khaled)
- Long Time coming

### Singles
| Jahr | Titel Album                | Höchstplatzierung, Gesamtwochen, AuszeichnungChartsChartplatzierungen (Jahr, Titel, Album, Platzierungen, Wochen, Auszeichnungen, Anmerkungen) | Anmerkungen                                                                   |
| Jahr | Titel Album                | US | Anmerkungen                                                                   |
| ---- | -------------------------- | --- | ----------------------------------------------------------------------------- |
| 2004 | Baby Mama Long Time coming | US84 (10 Wo.)US | Erstveröffentlichung: 2004; feat. Three 6 Mafia US Rap/HipHop: 17 (16 Wochen) |

Weitere Singles
- 2003: Fall Up In The Club Like
- 2004: Ohh Ahh
- Bad
- Why You Wolfing

#### Als Gastmusiker
- 2005: Young Swizz – Doe Boy
- 2006: Dj Kay Slay – Triple O.G's